# پیر فیچ
پیر فیچ (فرانسوی: Pierre Fitch‎؛ زاده ۱ نوامبر ۱۹۸۱) یک بازیگر پورنوگرافی اهل کانادا است.